# Sroki (Piekary)
Sroki – część wsi Piekary w Polsce, położona w województwie małopolskim, w powiecie krakowskim, w gminie Liszki.
W latach 1975–1998 Sroki administracyjnie należały do województwa krakowskiego.